# Stefan Kowitz
Stefan Kowitz  (* 11. Mai 1959 in Hamburg) ist ein deutscher Generalarzt a. D. und war zuletzt der Leiter des Multinational Medical Coordination Centre-Europe (MMCC-E) in Koblenz.

## Leben

### Ausbildung und erste Verwendungen
Beförderungen
- 1983 Leutnant
- 1985 Stabsarzt
- 1988 Oberstabsarzt
- 1993 Oberfeldarzt
- 2002 Oberstarzt
- 2014 Generalarzt

Kowitz trat 1979 als Sanitätsoffiziersanwärter in die Bundeswehr ein. Er wurde nach Studium und Ausbildung zum Allgemeinmediziner als Leiter des Sanitätszentrums Rennerod und der Sanitätsstaffel AFCENT eingesetzt. Später war er als Kommandeur mit der Führung des Sanitätsbataillons 11 und des Lazarettregiments 11 betraut. Danach war Kowitz Abteilungsleiter beim Generalarzt des Heeres und stellvertretender Leiter des Aufbaustabs Zentraler Sanitätsdienst der Bundeswehr. Darauf folgend wurde er als Stabsoffizier G3 beim Sanitätskommando 1 in Kiel verwendet. Später folgten Verwendungen als stellvertretender Stabsoffizier G3 beim Sanitätsführungskommando in Koblenz (zuständig für Übung, Einsatz und STRATAIR-MEDEVAC) sowie als Medical Advisor beim Joint Forces Command Brunssum der NATO in Brunssum (Niederlande). Anschließend war Kowitz als Leiter der Abteilung X im Sanitätsamt der Bundeswehr in München eingesetzt. Hier war er für Weiterentwicklung, Fähigkeitsanalyse und Forschung im Zentralen Sanitätsdienst verantwortlich. Danach wurde er Leiter der Abteilung I (Planung, Konzepte, Entwicklung) im Kommando Sanitätsdienst der Bundeswehr. 

### Dienst als General
Mit Wirkung vom 9. Januar 2014 übernahm Kowitz die Leitung des NATO Centre of Excellence for Military Medicine (MILMED COE) in Budapest. Im Februar 2015 wurde Kowitz wissenschaftlicher Berater der Semmelweis-Universität Budapest für "Militär-, Katastrophen-, und Polizeimedizin".  Am 14. Juli 2016 übergab er die Leitung des MILMED COE an einen ungarischen Oberstarzt, und wurde mit 1. August  2016 Medical Advisor im Supreme Headquarters Allied Powers Europe (SHAPE) in Mons, Belgien. Seit Juli 2019 war Kowitz der Direktor des Multinational Medical Coordination Centre-Europe (MMCC-E) in der Koblenzer Rhein-Kaserne und trat Ende September 2024 in den Ruhestand.

## Auslandseinsätze
- 1995 UNPROFOR Stellvertretender Leiter des deutschen Feldlazaretts in Trogir (Kroatien)
- 2005 ISAF Medical Director HQ ISAF Kabul (Afghanistan)
- 2011 ISAF Kommandeur des deutschen Sanitätseinsatzverbands

## Auszeichnungen
- Bundesverdienstkreuz am Bande
- Ehrenkreuz der Bundeswehr in Gold und Silber
- Einsatzmedaille der Bundeswehr IFOR (Bronze) / UN-Medaille UNPROFOR
- Einsatzmedaille der Bundeswehr ISAF (Gold)/ NATO-Medaille ISAF[5]
- Ungarische Verdienstmedaille in Gold[6]

## Privates
Kowitz ist verheiratet und hat vier Kinder. Eine seiner Töchter ist ebenfalls Sanitätsoffizier bei der Bundeswehr.